# Przekrój
Przekrój („der Querschnitt“) ist eine linksorientierte polnische Zeitschrift im Stil eines General-Interest-Magazins und wurde bis 2009 von dem Verlag Edipresse Polska herausgegeben. Von Edipresse übernahm sie der Medienunternehmer Grzegorz Hajdarowicz. Im Jahr 2013 wurde die bis dahin wöchentlich – jeweils am Montag – verlegte Zeitschrift eingestellt; Ende 2016 wurde sie als Quartalstitel (im Format A3) wieder in den Markt gebracht.

## Geschichte
Gegründet 1945, wurde Przekrój bis zum Jahr 2002 in Krakau herausgegeben, seitdem befindet sich der Sitz der Redaktion in Warschau.
In den ersten Jahren ihres Bestehens wurde sie unter der Redaktion von Marian Eile und Janina Ipohorska zum Fenster nach dem Westen im Eisernen Vorhang. Es veröffentlichte Übersetzungen westlicher Autoren, Modefotos aus Pariser Modeblättern, Artikel über das Leben im Westen, über Picassos Guernica und Filme von Marcel Carné. Das Blatt genoss Narrenfreiheit. Ständiger Mitarbeiter war Konstanty Ildefons Gałczyński, der zwei ständige Rubriken führte: Listy z fiołkiem (Briefe mit dem Veilchen) und Teatrzyk Zielona Gęś (Kleines Grüne-Gans-Theater). Zum 1. Mai und zum Jahrestag der Oktoberrevolution erschienen pflichtgemäß Propagandaartikel über das glückliche Leben der Sowjetmenschen. Zur Pflichtabgabe gehörten auch die Drei-Bilder-Cartoons „August Bęc-Walski“ über einen immer nörgelnden Kapitalisten. Trotzdem wurde das Blatt von Parteifunktionären wegen angeblichen Snobismus angegriffen. Nach dem Tod Stalins und einer Lockerung der Zensur verlor Przekrój an Bedeutung.
Seit 2005 vergibt die Redaktion den Preis Fenomen Przekroju.
Chefredakteur war bis 2010 Jacek Kowalczyk. Im Januar 2010 ging die Leitung der Redaktion auf die bereits im Hause tätige Katarzyna Janowska über. Seit März 2020 ist Joanna Domańska Chefredakteurin der Zeitschrift.